# Poachelas
Genre
Poachelas est un genre d'araignées aranéomorphes de la famille des Trachelidae.

## Distribution
Les espèces de ce genre se rencontrent en Afrique du Sud et au Zimbabwe.

## Liste des espèces
Selon World Spider Catalog (version 17.5, 15/10/2016) :
- Poachelas montanus Haddad & Lyle, 2008
- Poachelas refugus Haddad, 2010
- Poachelas solitarius Haddad & Lyle, 2008
- Poachelas striatus Haddad & Lyle, 2008

## Publication originale
- Haddad & Lyle, 2008 : Three new genera of tracheline sac spiders from southern Africa (Araneae: Corinnidae). African Invertebrates, vol. 49, no 2, p. 37-76.